# Gobiconodon
Gobiconodon — вимерлий рід м'ясоїдних ссавців із середньої юри до ранньої крейди. Він важив 4.5–5.4 кг і мав розміри 460–510 мм. Це був один з найбільших ссавців, відомих з мезозою. Подібно до інших гобіконодонтидів, він має такі м'ясоїдні пристосування: стрижучі корінні зуби, великі різці, схожі на ікла, і потужну мускулатуру щелеп і передніх кінцівок, що вказує на те, що він, ймовірно, харчувався здобиччю хребетних; досить унікально серед хижих ссавців та інших евтриконодонтів нижні ікла були рудиментарними, а перша пара нижніх різців стала масивною та схожою на ікла. Подібно до більшого Repenomamus, тут можуть бути деякі докази збирання. Викопні рештки знайдено в Китаї, Монголії, Росії, Марокко, Великій Британії, США.

## Види
- G. bathoniensis Sigogneau-Russell, 2016
- G. borissiaki Trofimov, 1978 (типовий)
- G. hoburensis (Trofimov, 1978) Kielan- Jaworowska & Dashzeveg, 1998
- G. hopsoni Rougier et al., 2001
- G. luoianus Yuan et al., 2009
- G. ostromi Jenkins Jr. & Schaff, 1988
- G. palaios Sigogneau-Russell, 2003
- G. zofiae Li et al., 2003
- G. haizhouensis Kusuhashi et al., 2015[2]
- G. tomidai Kusuhashi et al., 2015[2]